# Karol Dobiaš
Karol Dobiaš, född 18 december 1947 i Handlová, är en slovakisk före detta fotbollsspelare och tränare.

## Karriär
Karol Dobiaš spelade större delen av sin karriär i Spartak Trnava där han vann Tjeckoslovakiska ligan fem gånger och den inhemska cupen tre gånger. 1970 och 1971 blev han utsedd till årets spelare i Tjeckoslovakien. Han spelade även i Bohemians och belgiska Lokeren. För Tjeckoslovakiens landslag gjorde Dobiaš 67 landskamper och sex mål. Han var en del av det Tjeckoslovakiska lag som vann både EM-guld 1976 och EM-brons 1980. I finalen 1976 gjorde Dobiaš 2-0 målet mot Västtyskland. Han deltog även i VM 1970.
Under sin tränarkarriär så förde Dobiaš Sparta Prag till ligaseger under säsongen 1993/94.

## Meriter

### Som spelare
Spartak Trnava
- Tjeckoslovakiska ligan: 1968, 1969, 1971, 1972, 1973
- Tjeckoslovakiska cupen: 1967, 1971, 1975

Tjeckoslovakien
- Europamästerskapet
  - Guld: 1976
  - Brons: 1980

### Som tränare
Sparta Prag
- Tjeckiska ligan: 1994